# 廣野高爾夫球場前站
廣野高爾夫球場前站（日语：／ Hirono Gorufujōmae eki */?）是位於兵庫縣三木市志染町廣野，神戶電鐵的粟生線車站。車站編號為KB49。

## 歷史
- 1936年（昭和11年）12月28日 - 三木電氣鐵道廣野高爾夫球場前站啟用[1][2]。當初為三木電氣鐵道終點站[1][2]。另外，由於鐵路暫時未電氣化，因此至翌年4月15日前借用了藝備鐵道的汽油車行走[1]。
- 1937年（昭和12年）12月28日 - 三木電氣鉄道延伸至三木東口站（現時：三木上之丸站），成為中途站[2]。
- 1942年（昭和17年）12月22日 - 車站改名為廣野新開站[1]。
- 1947年（昭和22年）1月9日 - 與神戶有馬電氣鐵道合併，成為神有三木電氣鐵道（後來改名為神戶電鐵）[2]。
- 1951年（昭和26年）4月1日 - 車站改名為廣野高爾夫球場前站[1]。
- 1984年（昭和59年）10月5日 - 增設列車交會設備[1]。

## 車站構造

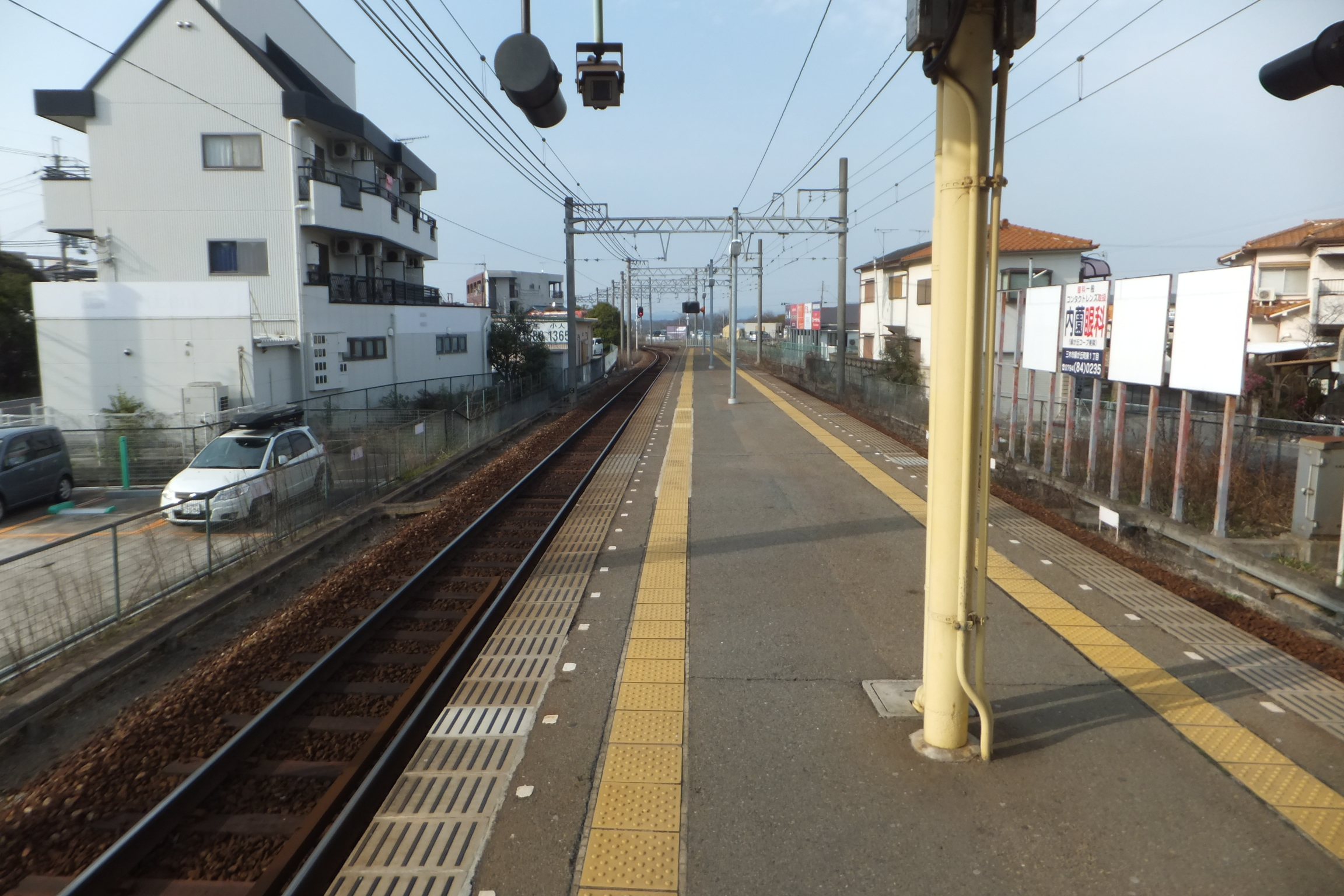
月台

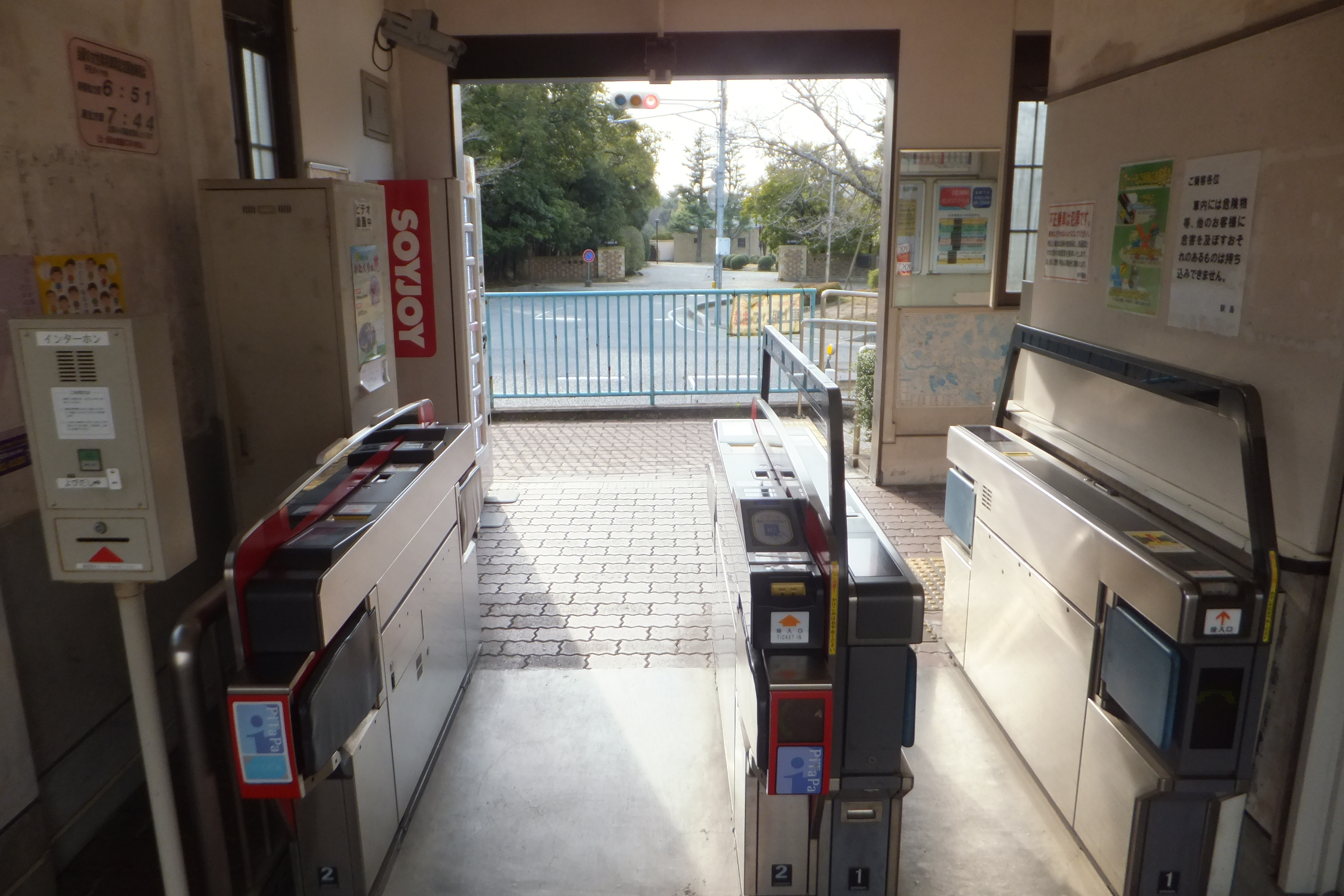
閘口

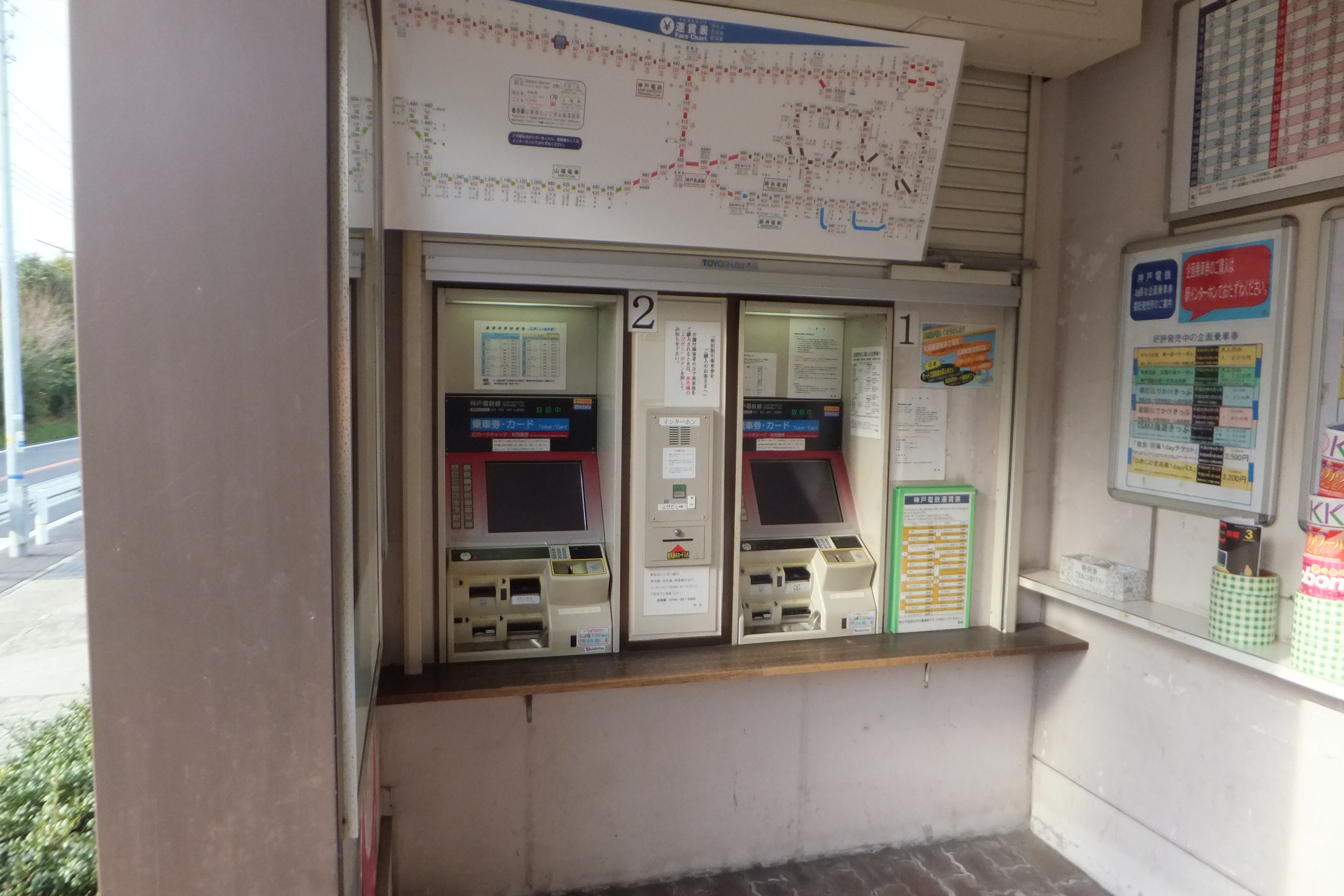
售票機

車站是一座地面車站，設有1面2線的島式月台。月台可容納5卡車廂。車站大樓位於下行線西邊。兩月台靠近鈴蘭台一方設有站內平交道連接。
此站引入了使用光纖網絡連接的站務遠端系統。由中央站可遠端操作自動售票機、自動閘機、自動補票機、攝影機、對講機和捲閘。此站會有站員進行巡邏。站內沒有商店。
此站與北邊的志染站之間較少彎位，但是較多斜坡的區間，在該區間行走的粟生線列車之最高時速可達每小時80公里。

### 月台
| 月台 | 路線   | 上下行 | 方向                                             |
| ---- | ------ | ------ | ------------------------------------------------ |
| 1    | 粟生線 | 下行   | 志染、惠比須、三木、小野、粟生方向               |
| 2    | 粟生線 | 上行   | 押部谷、木幡、西鈴蘭台、鈴蘭台、湊川、新開地方向 |

## 車站周邊
東邊為住宅區，西邊為高球場。
- 廣野高爾夫球倶樂部（日语：広野ゴルフ倶楽部）[1]
- Rinden認定兒童園
- 三木市立綠丘小學（日语：三木市立緑が丘小学校）
- 三木特別支援學校
- 蜂屋商店（日语：トーホー）綠丘店
- 常盤醫院（日语：ときわ病院 (兵庫県)）
- 廣野田園網球俱樂部
- 兵庫縣立三木北高等學校（日语：兵庫県立三木北高等学校）

站前沒有巴士路線停靠。

## 利用狀況
在2016年度，1年總乘車人次為174千人，平均每日乘車人次は475人
此站較多來自兵庫縣立三木北高等學校的師生使用此站。
此站人均使用人次由1999年度（平成11年度）的2,162人，減至2008年度（平成20年度）的1,218人，使用人次有所減少。
| 年度 | 1日平均 乘車人次 |
| ---- | ---------------- |
| 2002 | 877              |
| 2003 | 800              |
| 2004 | 768              |
| 2005 | 729              |
| 2006 | 663              |
| 2007 | 619              |
| 2008 | 598              |
| 2009 | 592              |
| 2010 | 578              |
| 2011 | 553              |
| 2012 | 549              |
| 2013 | 540              |
| 2014 | 518              |
| 2015 | 493              |
| 2016 | 475              |

## 相鄰車站
神戶電鐵
 粟生線
■急行、■準急、■普通
綠丘（KB48）－廣野高爾夫球場前（KB49）－志染（KB50）

## 注腳
1. 1 2 3 4 5 6 7 8 9 10 11 12 13 14 15 16  . 神户新聞综合出版中心. 2012-12-10: 191. ISBN 9784343006745 （日语）.
2. 1 2 3 4 5  曾根悟（監修）. 朝日新聞出版分冊百科編集部（編集） , 编. . 週刊朝日百科. 14号 神戸電鉄・能勢電鉄・北条鉄道・北近畿タンゴ鉄道. 朝日新聞出版. 2011-06-19: 11–12 （日语）.
3. ↑  三木市統計書
4. ↑  粟生線・駅別乗降人員<1日平均>の推移PDF（日語）

## 外部連結
- 廣野高爾夫球場前站（神戶電鐵） （页面存档备份，存于）（日語）